# Ove Weikop
Ove Vilhelm Weikop (født 21. april 1897 i København, død 1. april 1986) var en dansk politiker (Konservative Folkeparti), borgmester i Københavns Kommune og minister.
Ove Weikop var søn af grosserer Hans Weikop (død 1937) og hustru Kristine f. Andersen (død 1956). Han blev uddannet prokurist i A/S Østerbros Messe 1916-18; indehaver af firmaet Østerbros Messe 1918-51; grossererborgerskab 1918; medindehaver af firmaet Ove Weikop & Søn 1945-51, blev rådmand for magistratens 5. afd. 1951-50.
Han var minister for handel, industri og søfart i Regeringen Erik Eriksen fra 30. oktober 1950 til 13. september 1951 og derefter borgmester for magistratens 1. afd. 1951-70. Han var medlem af Københavns Borgerrepræsentation 1933-41 og af Sø- og Handelsretten 1940-51 og medlem Folketinget (Det konservative Folkeparti) 1947-68.
Weikop var også medlem af bestyrelsen for Manufakturhandler-Foreningen i København fra 1930, formand 1934-37; næstformand i Dansk Textil Union 1931, formand 1936-37 og 1938-50, medlem af bestyrelsen for A/S Forsikringsselskabet Codan fra 1955, af Danmarks Nationalbanks repræsentantskab i 1950 og 1953-68 samt af bestyrelsen 1961-66; formand for Københavns kommunebiblioteker 1951-70, for Det tekniske Selskabs skoler 1951-70, for Københavns skoledirektion 1951-70, for direktionen for Københavns maskinskole 1951-71, for Kbhs ungdomsskolenævn 1951-70 og for bevillingsnævnet for beværterbevillinger i Kbh 1951-70; medl. af bestyrelsen for Teknologisk institut 1951-70, for Ny Carlsberg Glyptotek 1951-70 og for statens og kommunens kursus til studentereksamen 1951-70; medl. af overbevillingsnævnet 1952-70, Københavns Havnebestyrelse 1955 og bestyrelsen for Kjøbenhavns Frihavns-Aktieselskab 1962; formand for Sjællands Symfoniorkester 1965-70. Han var Kommandør af 1. grad af Dannebrogordenen.
Han var gift med Emmy W., f. 6. oktober i København, datter af slagtermester H. Hansen. 